# Al-Arin Kibli
Al-Arin Kibli – miejscowość w Egipcie, w muhafazie Al-Minja. W 2006 roku liczyła 4441 mieszkańców.